# Wolfgang Bortlik
Wolfgang Bortlik (* 8. Juni 1952 in München) ist ein deutscher Schriftsteller und Musiker, der in der Schweiz lebt und arbeitet.

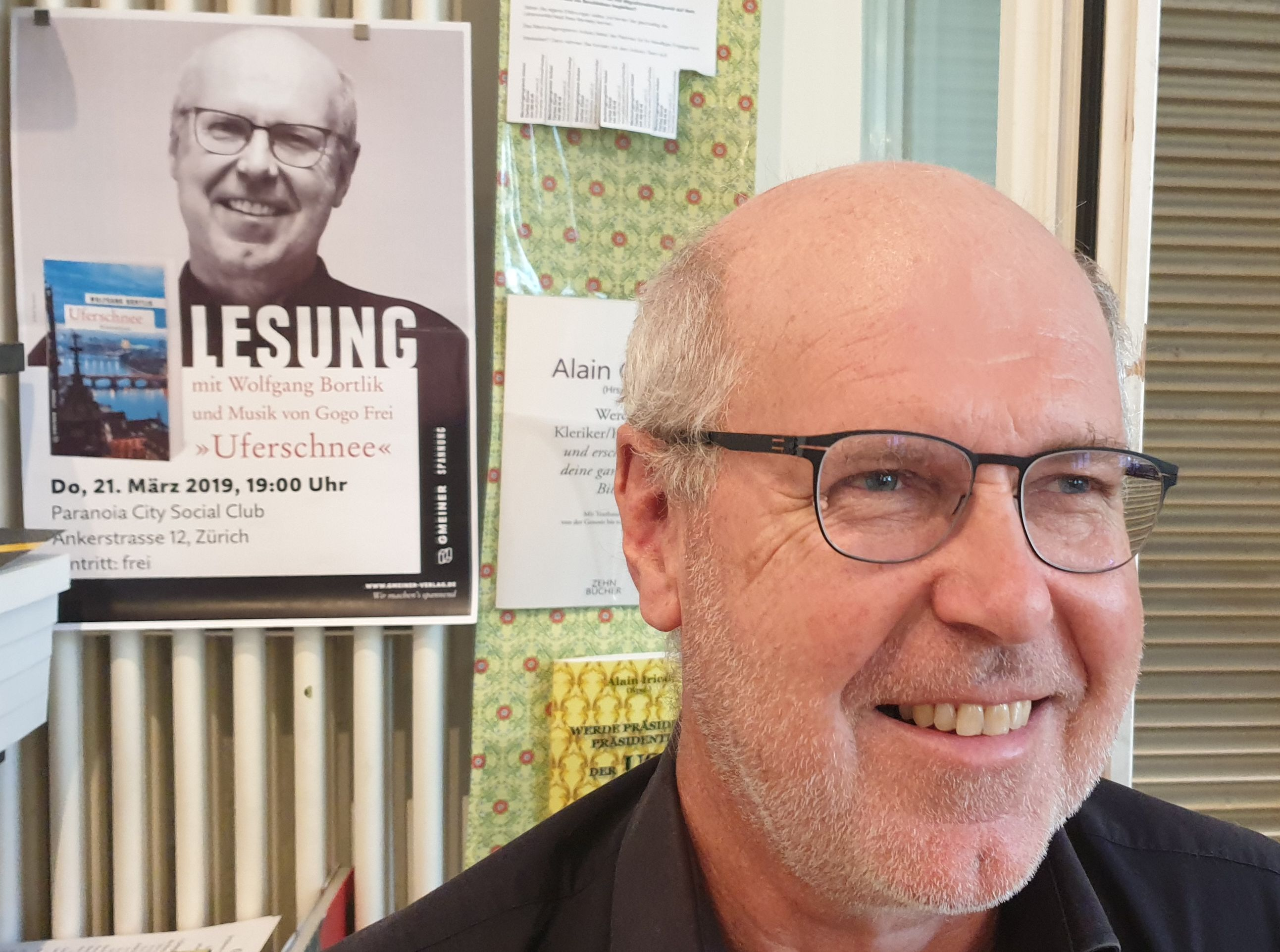
Wolfgang Bortlik, Buchhandlung Paranoia City, Zürich 2019

## Leben
Wolfgang Bortlik kam in München auf die Welt, 1965 zog die Familie in die Schweiz. Von 1972 bis 1980 studierte er Geschichte, Soziologie und Publizistik an den Universitäten München und Zürich. In den 1980er Jahren war Bortlik eine der Figuren der Aargauer Untergrundszene: Er trommelte und sang von 1980 bis 1990 in der Punk-Ska Band Bermuda Idiots, betrieb die Buchhandlung/Galerie «zum Goldenen Kalb» in Aarau und war einer der Köpfe des Aargauer Untergrundblatts Alpenzeiger (1975–1995).
Bortlik gründete 1981 die Edition Moderne mit, bei der er als Literaturmanager bis 1989 das literarische Programm betreute. Daneben ist er tätig als Lektor und Übersetzer etwa der Romane von Stewart Home. Bortlik ist zudem Mitglied im Krimi Schweiz – Verein für schweizerische Kriminalliteratur.
1993 zog Bortlik nach Basel, heute lebt er in der Basler Nachbarkleinstadt Riehen.

### Literarische Tätigkeit
1998 erschien Bortliks erster Roman Wurst & Spiele, der voller Anspielungen auf Populärkultur und Musik ist, weshalb ihn das Nachrichtenmagazin Facts den Schweizer Hornby nannte. Der Roman kreist um die rebellische Jugend der 1980er, deren Leben Bortlik so zusammenfasst: «gute Konzerte, wilde Kunst, seltsame Filme, zusammen Herumsitzen ohne Konsumzwang.»
2000 erschien Halbe Hosen, eine Satire mit dem Personal, das einen Großteil von Bortliks Romanen bevölkern wird. Politische und kulturelle Rebellen von gestern, die sich in ihrem Scheitern einrichten. Hektische Helden von 2002 konfrontiert einen von Bortliks Anti-Helden mit der reaktionären und extremen Rechten der Schweiz, über die Bortlik viel recherchiert hat. Mittelpunkt dieses patriotischen Pandämoniums ist ein Poltergreis namens Hallauer, der eine Zeitschrift für abendländische Werte mit dem Namen „Okzident“ herausgibt[...]. Selbstverständlich sind alle Personen im Roman eher fiktiv, alle Inhalte, Zitate und Ideologien aber authentisch.
2009 begann mit Fischer hat Durst Bortliks Krimiserie mit Amateurdetektiv Melchior Fischer, der zehn Jahre später in Uferschnee seinen vierten Fall lösen muss. Wobei Fischer Bortliks Alter Ego sein könnte. Mit Punk- und Rock’n’ Roll- Zitaten verortet Bortlik das Gemüt seiner Ermittler in den wilden 1970ern, gespickt mit Kulturbetriebskritik. So kreist Spätfolgen, der zweite Fall von Melchior Fischer, um die 1970er Jahre und thematisiert die Anti-AKW-Bewegung und ihre Folgen.
Arme Ritter von 2014 spielt streckenweise in den Siebzigerjahren, die Wolfgang Bortlik politisch geprägt haben und beginnt mit einem politisch motivierten Bankraub. Bortlik sagt: Ich habe sogar mit dem Gedanken gespielt, selbst eine Bank zu überfallen. Das war ganz einfach in den 70er-Jahren; ich hatte Bekannte, die das getan haben.
Neben seinen Romanen schreibt Bortlik über seine Leidenschaft Fußball und hat mit dem Mundartdichter Pedro Lenz einige Hörbücher zum Thema aufgenommen. Als Kolumnist der NZZ am Sonntag verfasst er wöchentlich Sportgedichte, er rezensiert regelmäßig für 20minuten und für die Comic-Zeitschrift Strapazin.
Wolfgang Bortlik wurde vom Literaturkredit Basel 2000, 2002, 2009 und 2013 mit Autorenstipendien gefördert.

## Werke
- Wurst & Spiele. Roman. Nautilus, Hamburg 1998, ISBN 3-89401-293-5.
- Halbe Hosen. Roman. Nautilus, Hamburg 2000, ISBN 3-89401-355-9.
- Hektische Helden. Roman. Limmat Verlag, Zürich 2002, ISBN 3-85791-409-2.
- Am Ball ist immer der Erste: Gedichte von Fussball und so. Gedichte. Limmat Verlag, Zürich 2006, ISBN 3-85791-498-X.
- A hard day's night: Weihnachten in den 60er Jahren. Herder Verlag, Freiburg 2007, ISBN 978-3-451-29731-1.
- Hopp Schwiiz!: Fußball in der Schweiz oder die Kunst der ehrenvollen Niederlage. Kiepenheuer & Witsch, Köln 2008, ISBN 3-462-03995-4
- Fischer hat Durst. Krimi. Salis, Zürich 2009, ISBN 978-3-905801-28-6.
- Der Ball ist aufgegangen: Gedichte und Texte vom Fussball. Knapp, Olten 2014, ISBN 978-3-905848-91-5.
- Arme Ritter. Roman. Nautilus, Hamburg 2014, ISBN 978-3-89401-789-7.
- Spätfolgen. Krimi. Gmeiner Verlag, Messkirch 2015, ISBN 978-3-8392-4605-4.
- Blutrhein. Krimi. Gmeiner Verlag, Messkirch 2017, ISBN 978-3-8392-2021-4.
- Uferschnee. Krimi. Gmeiner Verlag, Messkirch 2019, ISBN 978-3-8392-2365-9.
- Allzumenschliches. Friedrich Nietzsche ermittelt, Gmeiner Verlag, Messkirch 2020, ISBN 978-3-8392-2551-6.
- Basler Gleichstand. Kriminalroman. Gmeiner Verlag, Messkirch 2022, ISBN 978-3-8392-0233-3.[8]
- Die drei schönsten Toten von Basel. Kriminalroman. Gmeiner Verlag, Messkirch 2025, ISBN 978-3-8392-0767-3.

### Anthologien; Mitarbeit
- Drahtlose Phantasie. Auf- und Ausrufe des Futurismus. Herausgeber mit Hanna Mittelstädt und Lutz Schulenburg. Nautilus, Hamburg und Edition Moderne, Zürich 1985, ISBN 3-89401-121-1.
- Dinner for One auf schwyzerdütsch. Ins Berndeutsche übertragen von Pedro Lenz mit einer Rahmenhandlung von Wolfgang Bortlik. Nautilus, Hamburg 2005, ISBN 978-3-89401-465-0.
- Allerseelenwalzer: neue Totentänze. Gedichte. Herausgegeben von Margrit Manz. Waldgut Verlag, Frauenfeld 2007, ISBN 978-3-03740-382-2.
- Spiegeleier: Memo und Eierkrimi. Krimi. Mit Martin Walker. Walkwerk, Zürich 2007, ISBN 978-3-905863-08-6.
- Das Chancenplus war ausgeglichen: Perlenreihe. Herausgeber. Knapp Verlag, Olten 2012, ISBN 978-3-8392-4605-4.
- Vier verrückte Fußballgeschichten. Anthologie. kwasi verlag, Bern 2013, ISBN 978-3-906183-13-8.
- Der Zug ist voll. Die Schweiz im Dichtestress. Herausgegeben von Thomas Haemmerli. Kein & Aber, Zürich 2014, ISBN 978-3-0369-5696-1.

### Übersetzungen
- Stewart Home: Stellungskrieg. Roman. Nautilus, Hamburg 1995, ISBN 978-3-89401-248-9.
- Stewart Home: Purer Wahnsinn. Roman. Nautilus, Hamburg 1999, ISBN 978-3-89401-343-1.
- Stewart Home: Blow Job. Roman. Nautilus, Hamburg 2001, ISBN 978-3-89401-365-3.

### Hörbücher und CDs
- Hit recordings 1980–1990. Bermuda Idiots, A Gogo Dust Track Production, 199z
- Aufwasch. Spoken-Word-CD, MusicMail, Kölliken 1999.
- Chez Heico. Spoken-Word-CD. MusicMail, Kölliken 2001.
- Blutgrätsche. Spoken-Word-CD mit Pedro Lenz, MusicMail, Kölliken 2004.
- Blind & Blau. Lieder und Gedichte. CD, MusicMail, Kölliken 2004.
- Die Schwalbenkönige. Spoken-Word-CD mit Pedro Lenz. MusicMail, Kölliken 2006
- Heimvorteil. Spoken-Word-CD zusammen mit Pedro Lenz und Tim & Struppi. MusicMail, Kölliken 2008.
- Kick off. Spoken-Word-CD zusammen mit Pedro Lenz und Tim & Struppi. MusicMail, Kölliken 2010.
- Die Schwalbenkönige. Ersatzbank. Spoken-Word-CD zusammen mit Pedro Lenz und Tim & Struppi. Verlag der gesunde Menschenversand, Luzern 2014, ISBN 978-3-905825-79-4.[9]